# Cha cha (singel)
Cha cha (zapis stylizowany: CHA CHA) – czwarty singel polskiego piosenkarza Sobla z jego trzeciego albumu studyjnego, zatytułowanego Napisz jak będziesz. Singel został wydany 23 kwietnia 2025.
Nagranie otrzymało w Polsce status złotego singla, przekraczając liczbę 62 500 tysiąca sprzedanych kopii.

## Geneza utworu i historia wydania
Utwór napisali i skomponowali Szymon Sobel, Konrad Żyrek i Szymon Frąckowiak, którzy również odpowiadają za produkcję utworu.
Singel ukazał się w formacie digital download 23 kwietnia 2025 w Polsce za pośrednictwem wytwórni płytowej Def Jam Recordings w dystrybucji Universal Music Polska. Piosenka została umieszczona na trzecim albumie studyjnym Sobla – Napisz jak będziesz.

## Teledysk
Do utworu powstał teledysk w reżyserii Ernesta Lorka, który udostępniono 24 kwietnia 2025 za pośrednictwem serwisu YouTube.

## Lista utworów
- Digital download[2]

1. „Cha cha” – 2:30

## Notowania

### Pozycje na listach sprzedaży
| Kraj   | Lista (2025)             | Najwyższa pozycja |
| ------ | ------------------------ | ----------------- |
| Polska | Billboard Poland Songs   | 1                 |
| Polska | OLiS – single w streamie | 1                 |

## Certyfikaty
| Kraj          | Certyfikat  | Sprzedaż |
| ------------- | ----------- | -------- |
| Polska (ZPAV) | złota płyta | 62 500+  |